# NIPPON EXPRESSホールディングス
NIPPON EXPRESSホールディングス株式会社（ニッポンエクスプレスホールディングス 英: NIPPON EXPRESS HOLDINGS, INC.）は、日本通運をはじめとするNXグループ（旧・日本通運グループ）を統括する持株会社である。日経平均株価およびJPX日経インデックス400の構成銘柄の一つ。

## 沿革
- 2021年（令和3年）
  - 4月28日 - 日本通運が単独株式移転による純粋持株会社体制への移行を発表[8]。
  - 7月16日 - グループブランド「NX」の導入を発表[9]。
- 2022年（令和4年）
  - 1月4日 - 会社設立、株式上場[10]。
  - 3月1日 - 2019年より子会社の日本通運が締結していた女子プロゴルファー・原英莉花選手との所属契約を引き継ぎ、新たに所属契約を締結[11]。
  - 3月18日 -
    - 子会社の日本通運から関係会社や財務の管理事業を会社分割（簡易吸収分割）により承継[12]。
    - 子会社の日本通運が保有していたNX・NPロジスティクス株式会社（パナソニックとの合弁会社）の全株式を譲受、子会社化[13]。
- 2023年（令和5年）1月 - SBIインベストメントをゼネラルパートナーとして迎え入れ、国内外の有望なスタートアップ企業を投資対象とするコーポレートベンチャーキャピタルファンド「NXグローバルイノベーションファンド」を設立[14]。

## グループ会社
以下はNIPPON EXPRESSホールディングス直下のグループ企業を述べる。日本通運の子会社については、日本通運#関連企業・団体などを、NX商事の子会社についてはNX商事をそれぞれ参照。
- 日本通運
- NX・NPロジスティクス（旧社名・日通・NPロジスティクス）- パナソニックホールディングスとの合弁会社
- NXワンビシアーカイブズ（旧社名・ワンビシアーカイブズ）- 2022年7月1日付で商号変更
- NXキャッシュ・ロジスティクス
- NX商事（旧社名・日通商事）
- NXキャピタル（旧社名・日通キャピタル）
- NXキャリアロード（旧社名・キャリアロード）
- NX情報システム（旧社名・日通情報システム） - システムインテグレーター（ユーザー系）
- NXハートフル（旧社名・日通ハートフル） - 特例子会社
- 大阪倉庫
- NXアグリグロウ（旧社名・日通ファーム） - 農業事業（葉物野菜の生産）
- NX・TCリース&ファイナンス（旧社名・日通リース&ファイナンス）

## 提供番組

### テレビ
- 真相報道 バンキシャ!（日本テレビ系列）
- 新・情報7daysニュースキャスター（TBS系列）
- サンデーLIVE!!（テレビ朝日系列）
- グッド!モーニング（テレビ朝日・関東ローカル）
- BSフジLIVE プライムニュース（BSフジ）

### ラジオ
- ニッポン放送ショウアップナイター（金曜日・ニッポン放送）
- ナインティナインのオールナイトニッポン（ニッポン放送、2024年度のエンディングの協力スポンサー）
- マヂカルラブリーのオールナイトニッポン0(ZERO)（ニッポン放送、2023年）
- うどうのらじお（ニッポン放送）
- NX NIPPON EXPRESS SAÚDE! SAUDADE...（J-WAVE）